# ناحیه میلکس گروو، شهرستان ایروکوی، ایلینوی
ناحیه میلکس گروو (به انگلیسی: Milks Grove Township) یک منطقهٔ مسکونی در ایالات متحده آمریکا است که در شهرستان ایروکوی، ایلینوی واقع شده‌است. ناحیه میلکس گروو ۲۰۴ متر بالاتر از سطح دریا واقع شده‌است.